# ورندسکی (دهانه)
ورندسکی یک دهانه برخوردی در ماه‌ است.

## دهانه‌های اقماری
این دهانه ۲ دهانه اقماری دارد.
| Vernadskiy | عرض جغرافیایی | طول جغرافیایی | قطر          |
| ---------- | ------------- | ------------- | ------------ |
| X          | ۲۵.۹° N       | ۱۲۹.۰° E      | ۶۴.۰ کیلومتر |
| U          | ۲۳.۷° N       | ۱۲۶.۵° E      | ۳۷.۰ کیلومتر |